# Jakša Fiamengo
Jakša Fiamengo, hrvaški pesnik, besedilopisec, novinar, prevajalec, gledališki kritik in akademik, * 26. november 1946, Komiža, FLR Jugoslavija, LR Hrvaška, † 27. december 2018, Split, Hrvaška. 
Kot avtor in besedilopisec številnih dalmatinskih uspešnic, ki so jih izvedle klape in Oliver Dragojević, in estetski čakavski pesnik velja za enega največjih hrvaških čakavskih in mediteranskih literatov, poleg Draga Gervaisa, Mata Balote in Vladimirja Nazorja.

## Življenjepis
Rodil se je 26. novembra 1946 v Komiži na otoku Vis. Obiskoval je klasično gimnazijo v Splitu, kjer je urejal pesniško revijo Vidik. Njegova glavna pesniška preokupacija je bila Jadransko morje, skupaj z otoki, pristanišči, ožinami in laridami, kot tudi slikovita dalmatinska mesta, v katerih je opisoval preprostost in revščino prebivalcev, od ribičev in delavcev do mladih ljubimcev in starih ljudi, varuhov tradicije.
Fiamengo je objavil šestnajst zbirk pesmi, med katerimi so nekatere, ki so jih izvedli Oliver Dragojević, za katerega je Fiamengo sicer napisal 60 pesmi, Meri Cetinić in drugi dalmatinski pevci: »Piva klapa ispo' volta«, »Nadalina«, »Karoca gre«, »Nocturno«, »U prolazu«, »Promenade«.
Spodbujal in vodil je razvoj številnih ljubiteljskih gledaliških ansamblov. Njegove gledališke kritike prav tako niso ostale neopažene. Prevajal je tudi iz makedonščine, predvsem poezijo Konstantina Miladinova. Delal je kot novinar Slobodne dalmacije.
Maja 2014 je postal redni član Hrvaške akademije znanosti in umetnosti.
Umrl je v starosti 73. let 27. decembra 2018 v Splitu. Njegova smrt je močno odmevala v hrvaški javnosti, Hrvaška radiotelevizija, mesto Split in Hrvaška akademija znanosti in umetnosti pa so v njegov spomin organizirale številne slovesnosti.

## Dela
- Pred obećanom zemljom (1966) - (skupaj z Momčilom Popadićem)
- Pedesetogodišnja pjesma: soneti iz svjetlosti (1966)
- More koje jesi (1968)
- Vjetar oko kuće (1975)
- Večera u oku (1976)
- Svjetiljka radosnog moreplovca (1988)
- Oteto iz tmine (1990)
- Zaziv protiv zloduha (1992)
- Kutija Gaja Utija (1994)
- Piva klapa ispo’ volta: izbor iz skladane poezije (1994)
- Zemlja od vremena (1996)
- U situ jezika (1996)
- Sukanje kućne dobrote (1997)
- Dolazak u kruh (1998)
- Morsko i druga mora, pjesme za djecu (1998)
- Ljestve Jakovljeve (2003)
- Nebo podneblje (2005)
- Ovjera beskraja (2005)
- Mravi iz Nezakcija: istarski sonetni abecedarij (2006)
- Rođenje zavičaja (2007)
- Svjetleća tijela (2009)
- Tajna mjerenja (2009)
- Jeka (2009)
- Treće zvono (2011)
- Vrijeme s greškom (2012)
- Hypnosovo ulje (2012)
- Cvrkut (2014)

## Diskografija
- Svjetiljka djetinjstva (1995)
- Karoca (2006)

## Nagrade in priznanja
- 1993: Oljčni venec na prireditvi Coratia rediviva v Selcih na Braču[7]
- 1997: Nagrada mesta Split[7]
- 1997: Nagrada mesta Komiža[7]
- 1998: Nagrada Vladimirja Nazora za književnost[7]
- 1998: Plaketa Vladimirja Nazora[7]
- 1999: Red Danice hrvaške z likom Marka Marulića[7]
- 2001: Plaketa Hanibala Lucića na mednarodnih sonetnih dneh na Hvaru[7]
- 2002: Glasbena nagrada Porin za najboljšo folklorno pesem »Neću ja u švore«[7]
- 2005: Nagrada splitsko-dalmatinske Županije[7]
- 2005: Kip Mile Gojsalić na Dneh Mile Gojsalić[7]
- 2005: Plaketa Festivala dalmatinskih klap v Omišu[7]
- 2006: Nagrada mesta Komiža za življenjsko delo[7]
- 2006: Medalja mesta Split[7]
- 2006: Plaketa Dobrojutro more za izjemen prispevek k hrvaški književnosti[7]
- 2006: Kip Šansonjer za napredek dalmetinskega šansona na Festivalu dalmatinskega šansona v Šibeniku[7]
- 2007: Glasbena nagrada Porin za najboljšo folklorno pesem »U zemlju latinsku (kad je parti dida)«[7]
- 2008: Nagrada Plavo pero za spodbujanje, krepitev in ohranjanje zavesti o vrednotah morja, še posebej hrvaškega Jadrana[7]
- 2008: Nagrada za izjemen prispevek hrvaški glasbeni kulturi[7]
- 2010: Nagrada Tina Ujevića Društva hrvaških književnikov za Jeko, pesniško zbirko leta[7]
- 2010: Nagrada Josipa Severja na Jutrih poezije v Zagrebu[7]
- 2012: Listina Visokega rumenega žita za celotni književni opus in trajen prispevek k hrvaški književnosti[7]
- 2014: Nagrada Joška Kulušića Slobodne Dalmacije za življenjsko delo na področju novinarstva[7]
- 2014: Častni občan občine Šolta[7]